# Latto
Alyssa Michelle Stephens (Columbus, 22 de dezembro de 1998), mais conhecida pelo nome artístico Latto, é uma rapper, cantora e compositora norte-americana. Ficou conhecida na mídia após ser vencedora do reality show The Rap Game em 2016, apresentando-se como Miss Mulatto.
Após lançar seu single de estreia, "Bitch from da Souf" (2019), Latto assinou com a gravadora RCA Records. Ao qual lançou a faixa "Muwop" com a participação de Gucci Mane, as canções supracitadas foram certificadas com disco de platina pela Recording Industry Association of America (RIAA), e foram incluídas em seu álbum de estreia, Queen of da Souf (2020). Com o lançamento de "Big Energy", que chegou a alcançar o terceiro lugar na tabela Billboard Hot 100, do seu segundo disco 777 (2022), Latto alcançou o sucesso mainstream.

## Primeiros anos
Alyssa Michelle Stephens nasceu a 22 de dezembro de 1998, em Columbus, Ohio, filha de Shayne Pitts e Misti Stephens, um casal inter-racial. Aos dois anos, seus pais mudaram-se para Atlanta, Geórgia, onde a criaram-na.

## Filmografia

### Televisão
| Ano  | Titulo                | Papel    | Nota(s)                                                         |
| ---- | --------------------- | -------- | --------------------------------------------------------------- |
| 2016 | The Rap Game          | Si mesma | Vencedora; creditada como "Miss Mulatto"                        |
| 2019 | Love & Hip Hop: Miami | Si mesma | Episódio: "Take It to the House"; creditada como "Miss Mulatto" |
| 2020 | Queen of Stylez       | Si mesma | Episódio: "Can Tokyo Save The Day With This Look?"              |
| 2021 | Wild 'n Out           | Si mesma | Temporada 16, Episódio 2                                        |

## Discografia
- Queen of da Souf (2020)
- 777  (2022)

## Turnês
- Big Latto Tour (2019)[8]
- 777 Tour (2022)[9]

Suporte
- Lizzo — The Special Tour (2022)